# Wyobraźnia

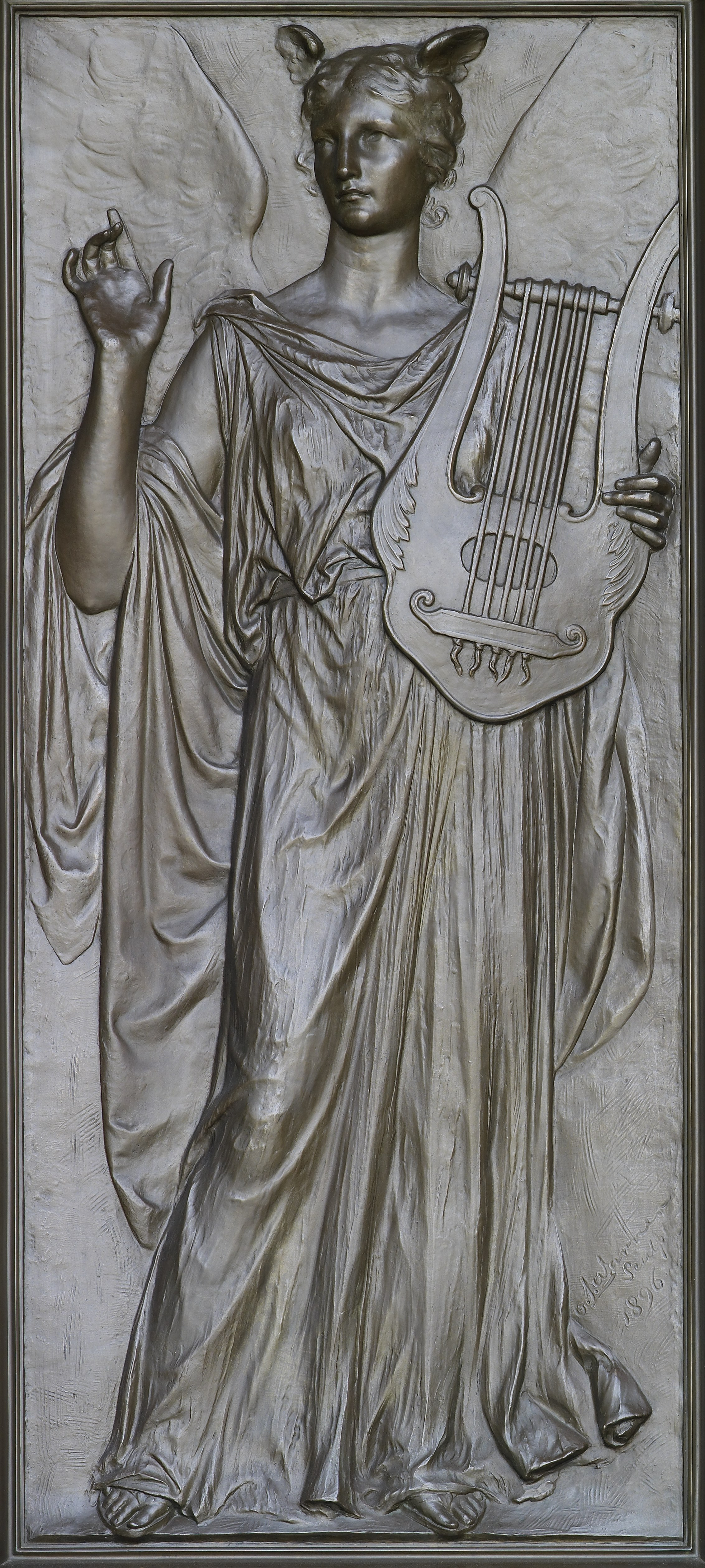
Wyobraźnia

Wyobraźnia – zdolność do przywoływania i tworzenia w myślach wyobrażeń.
Źródłem przechowywanych w pamięci wyobrażeń są zmysły. Część odpowiadająca za wyobraźnię jest umiejscowiona w prawej półkuli mózgu. Często odróżnienie tych wrażeń od wyobrażeń jest trudne, gdyż w ciągłym strumieniu świadomości, z jakim mamy do czynienia w praktyce, występują one jednocześnie obok siebie. Dobrym dowodem na to są marzenia senne, podczas których powstają wyobrażenia odizolowane od wrażeń zmysłowych. Działaniu wyobraźni, w porównaniu do efektów pracy zmysłów, przypisuje się większą aktywność i mniejszą złożoność oraz intensywność (np. E. Husserl).
Problematyką wyobraźni i wyobrażeń zajmował się w ramach teorii poznania Arystoteles, podając zasady, którymi wyobraźnia kieruje się łącząc ze sobą wyobrażenia: podobieństwo, kontrast, styczność. Korzystając z tych zasad, wykorzystuje się wyobrażenia w zaawansowanych mnemotechnikach, przy czym zwiększeniu ich trwałości sprzyjają przeżycia emocjonalne, doświadczane w trakcie ich tworzenia, organizowanie wyobrażeń w kompleksy, tworzenie układów powiązanych jakąś zasadą (asocjacje) oraz przywoływanie ich z dużą częstotliwością.
Wyobraźnia twórcza lub wyobraźnia artystyczna jest specjalnym rodzajem wyobraźni – w oparciu o wrażenia wyobrażeń pozwala ona tworzyć inne wyobrażenie, które nie mają odpowiedników w żadnym z wrażeń. Dzięki temu ten rodzaj wyobraźni stanowi podstawę twórczości i wszelkiej innej aktywności kulturalnej.
Wyobraźnię przypisuje się także niektórym innym gatunkom zwierząt.